# Palmares Paulista
Palmares Paulista is een gemeente in de Braziliaanse deelstaat São Paulo. De gemeente telt 11.742 inwoners (schatting 2009).